# Марія фон Мальцан
Марія Гелен Франсуаза Ізабель графиня фон Мальцан, Фрайін зу Вартенберг і Пенцлін (нім. Maria Helene Françoise Izabel Gräfin von Maltzan, Freiin zu Wartenberg und Penzlin) (25 березня 1909 — 12 листопада 1997 року) — аристократка, яка, як частина німецького Опору проти Адольфа Гітлера і нацистської партії, врятувала життя багатьох євреїв у Берліні. Мала ступінь доктора природничих наук, вела ветеринарну практику.

## Біографія
Графиня Марія фон Мальцан народилася в заможній родині в палаці Міліч, Сілезія, Німеччина (сьогодні Міліч, Польща) і була наймолодшою дитиною в сім'ї з вісьмома дітьми. Після закінчення школи в Берліні в 1927 році, вона вирішила навчатися зоології в університеті Бреслау, що було рідкісним явищем для дівчини цього часу. Родина була проти цієї ідеї, але її вчителі підтримували її, і вона отримала дозвіл. У 1928 році вона вступила до Мюнхенського університету, де після п'ятьох років навчання отримала ступінь доктора природничих наук.
Коли нацисти захопили владу в 1933 році, вона приєдналася до рухів опору проти нацистів. Протягом багатьох років вона працювала в підпіллі. У зв'язку з її статусом і відношенням до численних нацистських офіцерів, фон Мальцан спочатку була під підозрю. Сестра Алікс Марія фон Мальцан була одружена з фельдмаршалом Вальтером фон Райхенау . Ще з 1935 року в своєму будинку в Берліні вона приймала євреїв, годувала і захищала їх. У зв'язку з її відомою політичною позицією вона довгий час не могла знайти постійної роботи, перш ніж в 1940 вона почала вивчати ветеринарію, яку закінчила в 1943 році. Протягом війни графиня фон Мальцан у співпраці зі Шведською церквою забезпечила безпечний притулок для більш ніж 60 євреїв, дезертирів і примусових робітників, що дозволило їм врятуватися. Вона фальсифікувала офіційні візи та інші документи і допомогла багатьом євреям втекти з Берліна у вантажівках, які вона часто водила сама.
До Другої світової війни вона познайомилася з єврейським автором Гансом Гіршелем, колишнім редактором Das Dreieck, німецького літературного журналу заснованого в 1925 році. З 1942 року до кінця війни вона приховувала Гіршеля в спеціальному укритті у дивані у вітальні свого будинку в Вілмерсдорфі, таким чином рятуючи його життя. Пізніше вона народила від Ганса дитину, але під час бомбардування лікарні дитина, яка знаходилася там, померла. Незабаром після цього вона прийняла двох маленьких дівчаток з дитячого табору.
Після війни Мальцан одружилася з Гансом Гіршелем, але вони розлучилися через два роки і знову одружилися в 1972 році. Внаслідок жахів війни вона пристрастилася до наркотиків і згодом втратила ліцензію ветеринара. Згодом вона згадувала, як її навіть доставили в психіатричну лікарню, і їй доводилося щодня мити підлогу, щоб забезпечити себе.
Після того, як в 1975 році помер Ганс Гіршель, графиня Марія фон Мальцан в віці 66 років, вирішила відновити свою практику ветеринара в Берліні, де вона стала безкоштовно лікувати собак, які належали місцевим панкам, та боролася за поліпшення умов життя іммігрантів. У 1986 році вона опублікувала свою автобіографію « Beat the Drums» і «Be Without Fright», що зробило її життя і роботу відомою широкій громадськості. Через рік вона отримала від ізраїльського уряду нагороду праведник народів світу. Вона померла в Берліні в 1997 році.

## Додаткова інформація
- Німецький опір
- Заборонений, фільм Ентоні Пейдж 1984, змальований за життям Марії фон Мальцан, яку грає Жаклін Бісет .
- Вальтер фон Райхенау
- Gross, Leonard (1982). The Last Jews in Berlin. New York: Simon & Schuster. ISBN 0-671-24727-1. Процитовано 18 грудня 2009.